# Aristide Delannoy

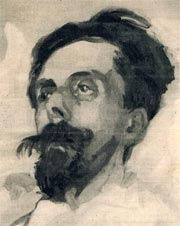
Aristide Delannoy

Aristide Delannoy (* 30. Juli 1874 in Béthune; † 5. Mai 1911 in Paris) war ein französischer Maler und Karikaturist und ein libertärer Anarchist.

## Leben
Aristide Delannoy stammte aus einer einfachen Familie; seine Eltern waren kleine Uhrenhändler. Er war ein leidenschaftlicher Maler und besuchte ab 1897 die Beaux-Arts de Paris in Paris. 1902 bis 1907 stellte er im Salon des indépendants aus.
Da er mit seiner Malerei seine Familie nicht ernähren konnte, wandte er sich den Pressezeichnungen zu. Als Anarchist veröffentlichte er ab 1901 auch Zeichnungen in L’Assiette au beurre und arbeitete dann mit zahlreichen libertären und antimilitaristischen Zeitungen zusammen, darunter Les Temps nouveaux, La Guerre sociale und Les Hommes du jour, für die er fast 150 Titelbilder zeichnete.

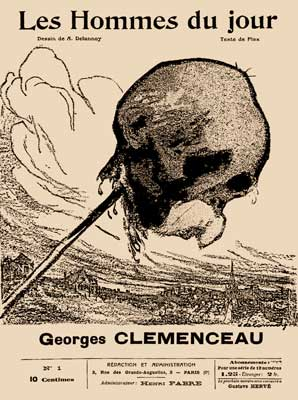
Georges Clemenceau, gezeichnet von Aristide Delannoy

Er zeichnete für die erste Ausgabe der Hommes du jour im Januar 1908 (am Tag nach der blutigen Niederschlagung der Bewegung der Sandarbeiter in den Sandgruben von Draveil) eine Karikatur von Georges Clemenceau mit dem Aussehen eines Totenkopfes. Victor Méric berichtete in der Delannoy gewidmeten Ausgabe der Hommes du jour über die Aufnahme, die diese berühmt gewordene Zeichnung fand: „Wir waren ziemlich besorgt. Wir brauchten für die erste Ausgabe, die für den großen Bullen Clemenceau bestimmt war, eine kräftige, scharfe, bissige Zeichnung. Ich hatte alles Mögliche für den Text getan. Als Delannoy einige Tage später mit seinem Karton zurückkam und den berühmten Totenkopf zur Schau stellte, stampften wir vor Freude auf. Mit einer ähnlichen Zeichnung war uns der Erfolg sicher. Es war ein Triumph. Die Auflage von 25.000 Exemplaren von Clemenceaus Maul ging weg wie warme Semmeln.“

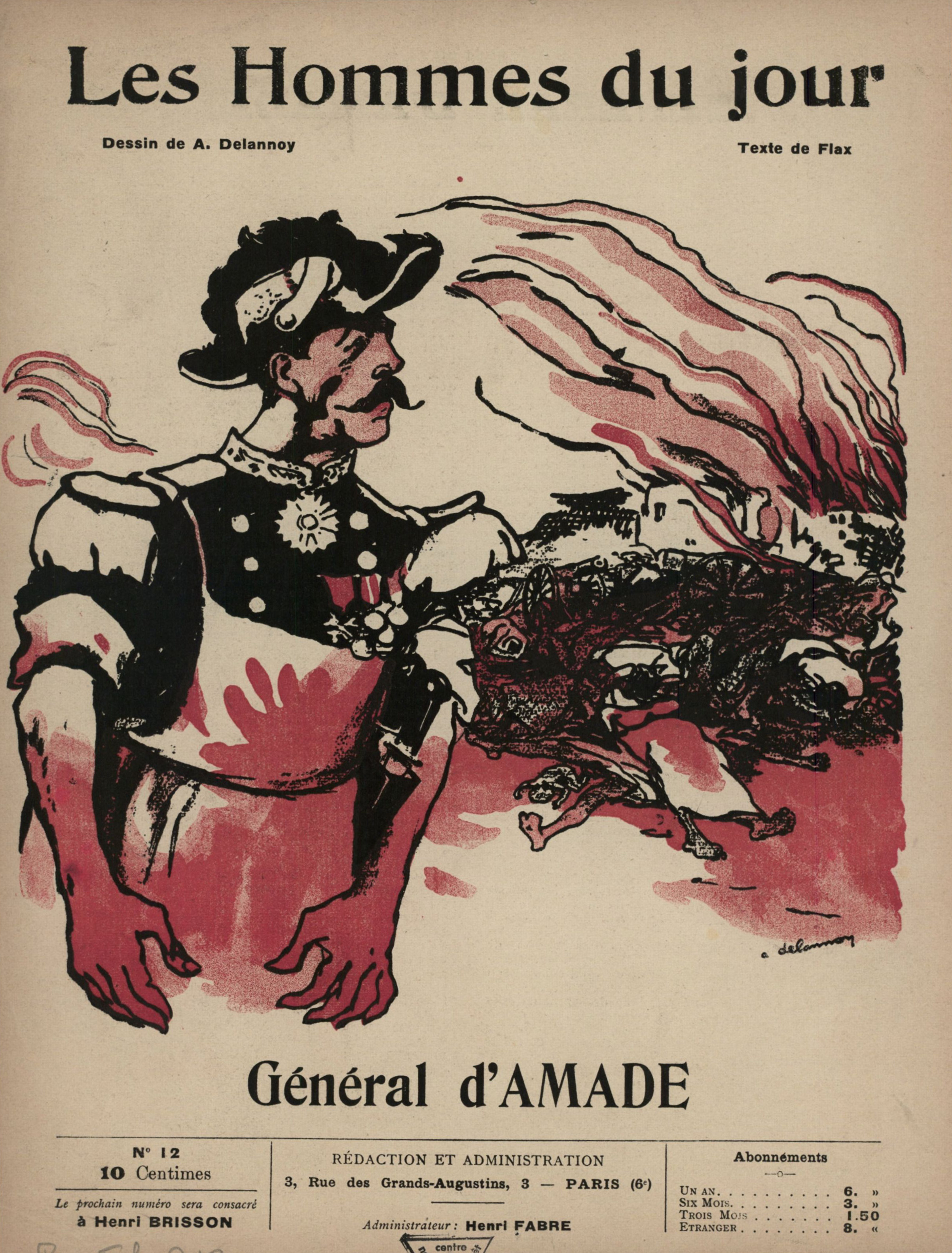
General d'Amade, „der Schlächter von Marokko“

Am 26. September 1908 wurde er zusammen mit Victor Méric zu einem Jahr Gefängnis und einer Geldstrafe von 3.000 Francs verurteilt, weil er in Les Hommes du jour General Albert d’Amade, der sich in Marokko „ausgezeichnet“ hatte, als Metzger mit blutbefleckter Schürze darstellte. Fünfzehn Persönlichkeiten, darunter Octave Mirbeau, Anatole France und Lucien Descaves, sagten in dem Prozess aus. Die beiden Männer wurden im Gefängnis La Santé inhaftiert. Delannoy, der an Tuberkulose erkrankt war, wurde am 21. Juni 1909 vor Ablauf seiner Strafe freigelassen, nicht ohne dass er unter anderem von seinen Kollegen in einer Sonderausgabe von L’Assiette au beurre mit dem Titel „Les artistes sont des gens qui...“ (Künstler sind Menschen, die ...) vom 8. Mai unterstützt worden war. Die Verhaftung warf einen großen Schatten auf die Karikaturisten, einige wagten es nicht mehr, mit ihrem echten Namen zu unterschreiben und in der Tat wurde ein restriktiverer Gesetzesentwurf über die Pressefreiheit vorbereitet.
Im Februar 1910 unterzeichnete er das Manifest des von Jules Grandjouan gegründeten revolutionären Antiparlamentarierkomitees mit.
Da sich seine Tuberkulose verschlimmerte, wurde er Anfang 1911 in das Sanatorium von Saint-Raphaël eingeliefert. Am 9. April wurde er nach Hause gebracht, nach Paris, wo er im darauffolgenden Monat starb. Einige befreundete Maler starteten eine Subskription, um seine Witwe und seine kleine Tochter zu unterstützen.

## Galerie

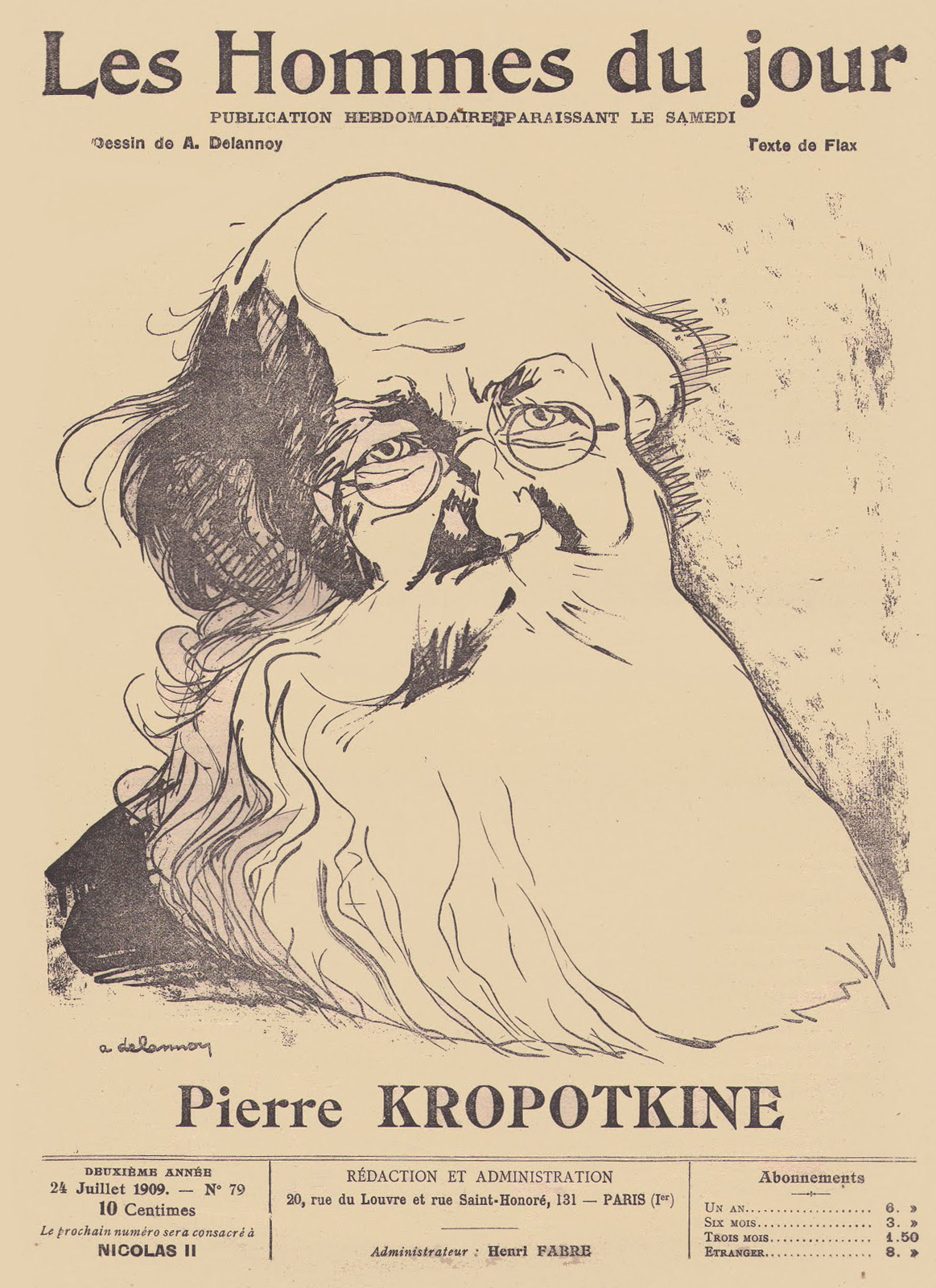
Pjotr Alexejewitsch Kropotkin
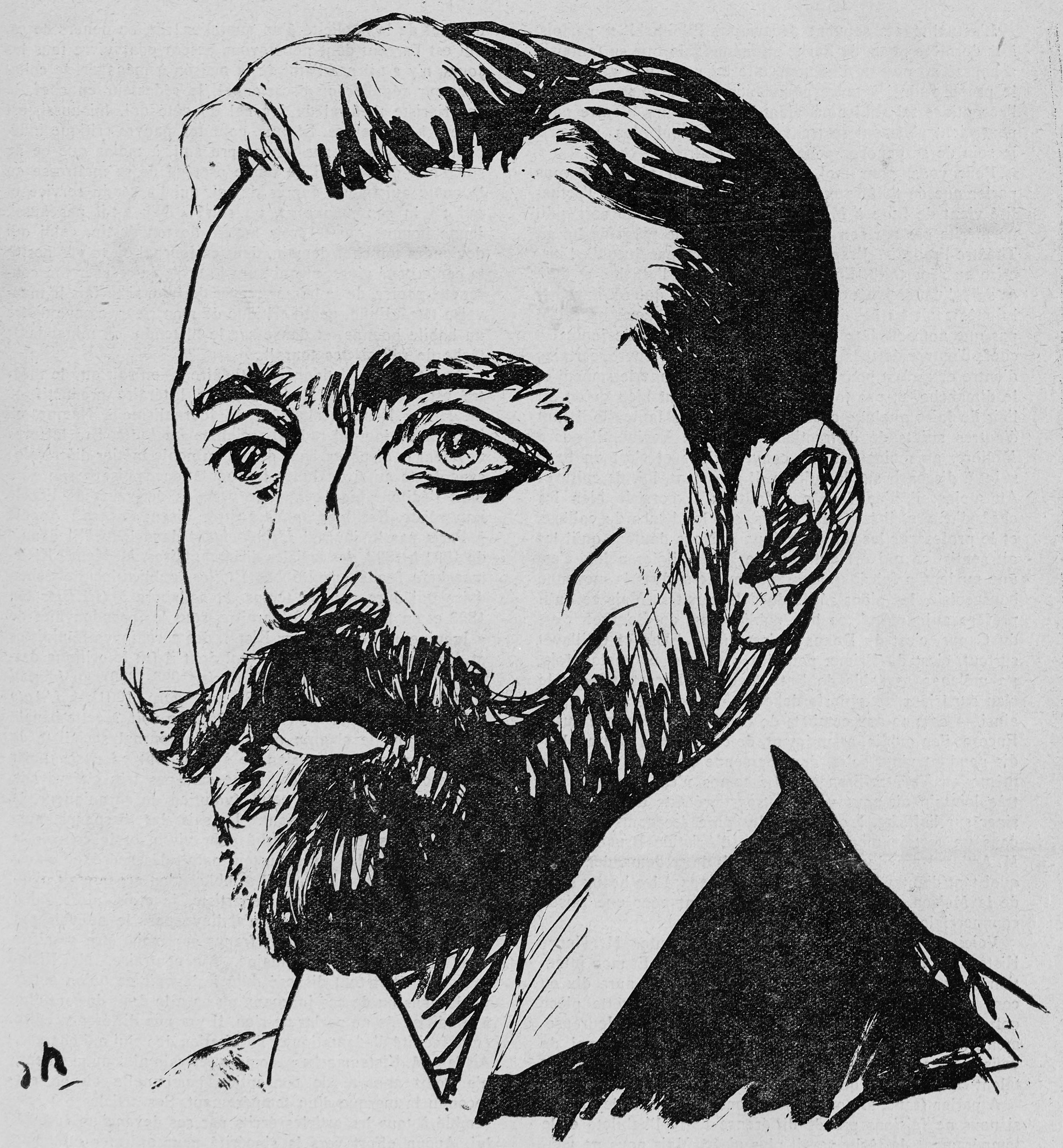
Henry Kistemaeckers
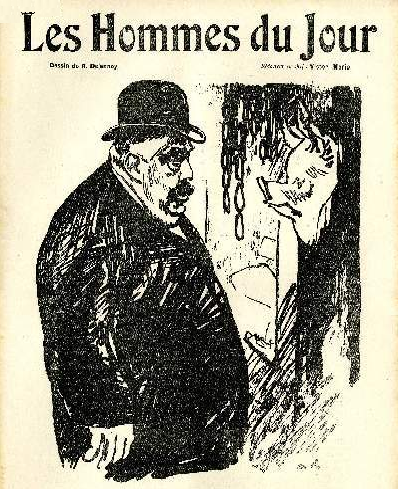
Joseph Ruau
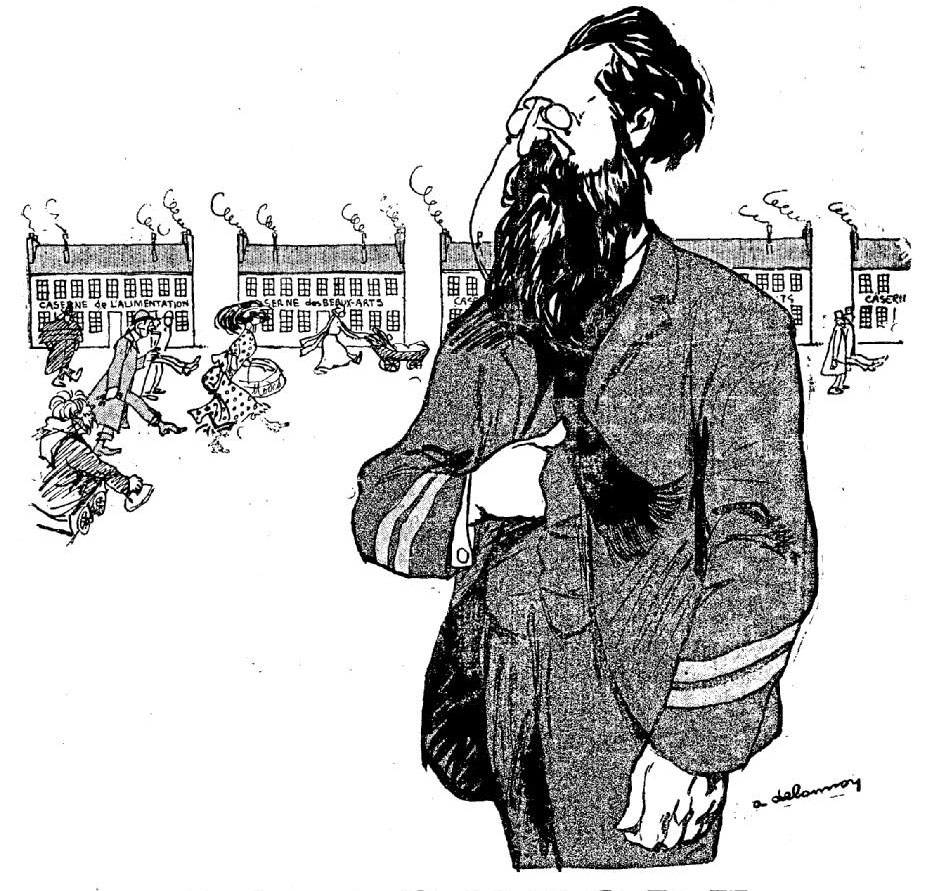
Jules Guesde
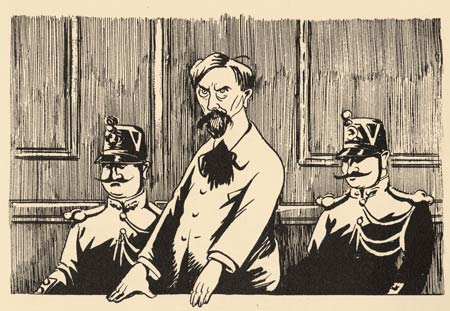
Delannoy beim Prozess